# 容县站
容县站，位于中华人民共和国广西壮族自治区玉林市容县，是洛湛铁路上的火车站，于2011年1月11日启用，由南宁铁路局管辖。

## 車站周邊
- 岑兴高速公路
- 容县气象局
- 容州镇第四小学
- 中国工商银行容县支行工会委员会
- 昆仑国际大酒店

## 歷史
- 2011年1月11日启用。[2]
- 2011年3月1日开办货运业务。[3]

## 外部連結
- 中国铁路客户服务中心（页面存档备份，存于）